# Rhodymeniaceae
Rhodymeniaceae, porodica crvenih algi, dio reda Rhodymeniales. Sastoji se od 20 rodova sa 193 priznatih vrsta

## Rodovi i broj vrsta
1. Botryocladia (J.Agardh) Kylin 50
2. Campylosaccion J.M.Huisman 1
3. Cephalocystis A.J.K.Millar, G.W.Saunders, I.M.Strachan & Kraft 2
4. Chamaebotrys J.M.Huisman 4
5. Chrysymenia J.Agardh 20
6. Coelarthrum Børgesen 3
7. Cordylecladia J.Agardh 6
8. Cresia C.Lozada-Troche, D.L.Ballantine & H.Ruíz 1
9. Cryptarachne (Harvey) Kylin 2
10. Drouetia G.De Toni 4
11. Erythrocolon J.Agardh 1
12. Halichrysis (J.Agardh) F.Schmitz 7
13. Halopeltis J.Agardh 9
14. Irvinea Guiry 3
15. Leptosomia J.Agardh 1
16. Maripelta E.Y.Dawson 2
17. Microphyllum Weber Bosse 3
18. Rhodymenia Greville 71
19. Rhodymeniocolax Setchell 2
20. Sparlingia G.W.Saunders, I.W.Strachan & Kraft 1